# 福音主義教会
福音主義教会（ドイツ語: Evangelische Kirche）は、主にドイツ語圏で、16世紀の宗教改革において主流派の地位を築き、その伝統の上にあるキリスト教の教派を指す言葉である。これには、ルター派教会、改革派教会（カルヴァン主義）、そしてその両者からなる福音主義合同教会が含まれる。さらに、現代ではプロテスタント諸派全般を指す語としても用いられる。
スイスの福音主義神学者カール・バルトは、「“福音主義の（evangelisch）”という形容詞によって思い起こさせるのは、まず新約聖書であり、同時に16世紀の宗教改革である」と語っている。

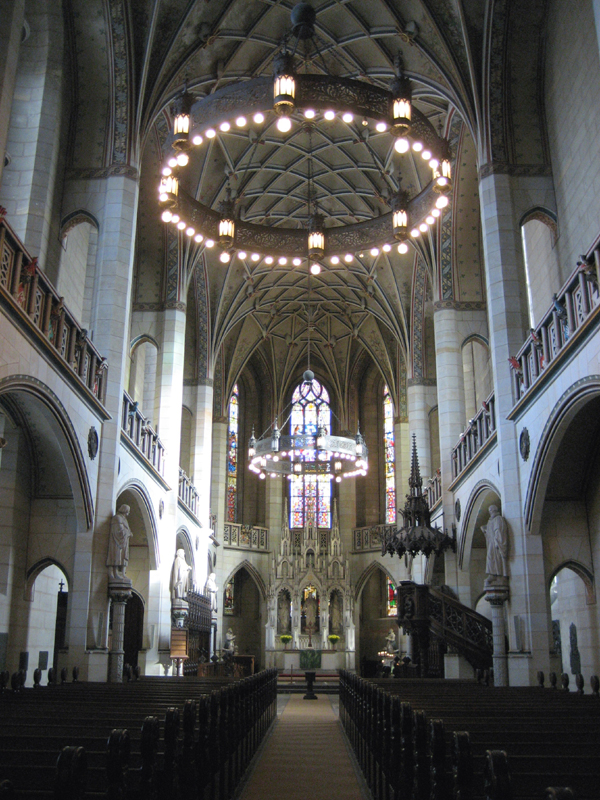
ヴィッテンベルク城教会内部

## 福音主義（evangelisch）

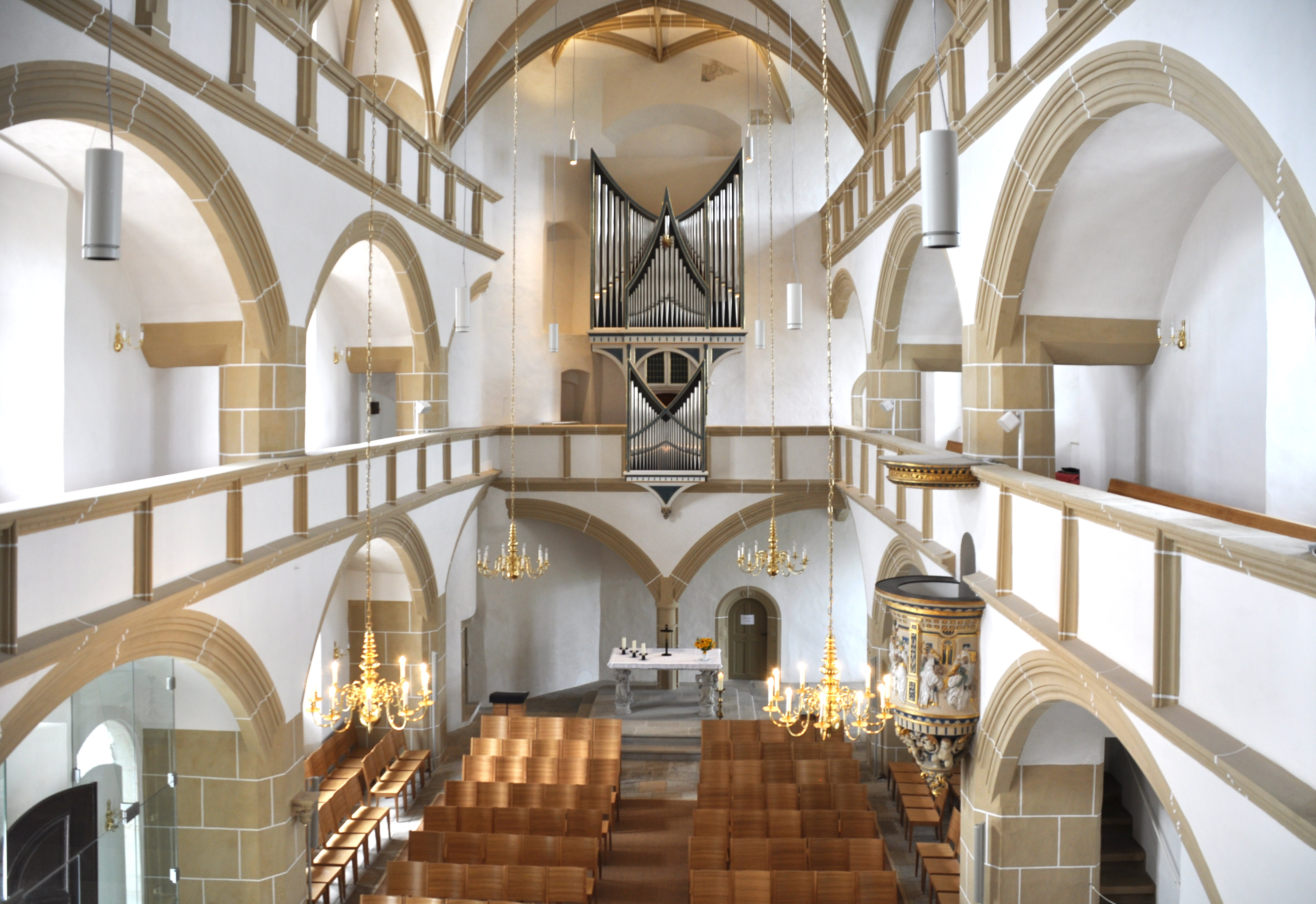
トルガウ城教会内部、福音主義教会として建築された世界初の教会

### 福音主義（evangelisch）の教会名称としての定着と発展
中世において、「福音的」あるいは「福音主義」（ドイツ語: evangelisch, ラテン語: evangelicus）という語は、教会批判の意味を持ちながら使われていた。„Vita evangelica et apostolica“が代表的用例である。
宗教改革期において、福音主義（evangelisch）という語と概念はローマ・カトリック教会を批判する場合に使われ、マルティン・ルターの教えとルター主義者と呼ばれた支持者たちを示す際に用いられた。しかしながら、ルター自身の名から作られた「ルター派（ドイツ語: Luthertum, Lutheraner, lutherisch）」という教会名称に関しては、ルター本人は明確に拒否していた。ルターは「ルター派」という自己表示名称を拒否したが、「福音主義」という語で自身の神学的立場を表明した。しかし、ルターにとって「福音主義」という語は決して一つの党派的名称ではなく、「キリスト教的」（christlich）と同じ意味で用いられていた。福音主義に関する理解において、宗教改革の教えは直接聖書の福音に依拠しているものと見なしていたからである。
1555年のアウクスブルクの宗教和議によって、ルター派の基本信条である1530年のアウクスブルク信仰告白に署名した諸侯や帝国自由都市の福音主義信仰が認められた。この信仰告白に署名しなかった者たち（主にカルヴァン主義派）が次第に「改革派教会」（Reformierte Kirchen）を名乗るようになり、アウクスブルク信仰告白側の勢力（ルター派）は「福音主義」という呼称を、自分たちを示すものとして使うようになったのである。
教派化の流れの中でルター派教会、改革派教会という教会組織も形成され始め、福音主義教会（Evangelische Kirche）という呼称は、ルター派教会と改革派教会の上位概念になっていく。ルター派だけでなく改革派教会も容認したヴェストファーレン条約（1648年）締結後、福音主義という語は重要な組織概念になった。その後、ルター派教会、改革派教会という教会名称も神聖ローマ帝国において公的なものとして認知された。それに対して、アナバプテスト（再洗礼派）などの宗教改革急進派は、この時点では「福音主義教会」に含まれなかった。
1817年のルター派と改革派教会の教会合同によって成立したプロイセン福音主義教会において、「福音主義」という語が合同教会を包括的に示すものとして使われた。
さらに、現代のドイツ語圏において「福音主義」という語は、ルター派・改革派教会とその2派の合同教会以外にも、前述のアナバプテストや、メソジスト、バプテスト等の16世紀宗教改革より後に成立した諸派をも含めた、いわゆるプロテスタント全般（在来の「州教会」に対して「自由教会」と呼ばれる）を指しても使われるようになった。ドイツでは教会税申告時に、ドイツ福音主義教会（EKD）に加盟している教会への所属を示すものとして「福音主義」（evangelisch）の略語である「EV」を選択することとなっており、プロテスタント、ルター派、改革派等という名称は使われない。

### プロテスタントという呼称とその否定的評価
類義語として、「プロテスタント教会」なる語と概念が存在している。プロテスタント教会という語は、1529年にシュパイアーで開催された帝国議会でヴォルムス勅令が復活したことに反対した諸侯たちの行為に関連して生まれたと言われている。しかし、当時のドイツにおいて「プロテスタント」という語はローマ・カトリック教会への「抗議する者」「不満分子」という意味を持ち、ルターとその支持者たちとって不名誉なあだ名でもあった。
1817年の教会合同によってプロイセン福音主義教会を設立したプロイセン王国では、1821年にプロイセン国王フリードリヒ・ヴィルヘルム3世 （1770年‐1840年）が教会名称に関する勅令を出している。そこには「プロテスタントと言う代わりに、福音主義という名称を、プロテスタントの信者というのではなく、福音主義の信者という呼び方が選ばれねばならない。それによってこの不適切な名称は次第に消し去られるだろう」と書かれていた。以来、プロイセン王国ではプロテスタントという語は忌避され、福音主義教会という教会名称が完全に定着した。ただし、シュパイアーがあるプファルツ地方周辺やライン川対岸のフランス領アルザスでは、プロテスタントという語が肯定的な意味で使われていた。

### 福音主義（evangelisch）と福音派（evangelikal）の相違
ドイツ語圏において、福音主義（evangelisch：エヴァンゲリッシュ）という呼称は、新しい概念「福音派」（evangelikal：エヴァンゲリカール）とは区別する必要がある。近現代に米国・英国を中心として興った「福音派」を指すドイツ語の「evangelikal」は、英語の「evangelical」から来ている。英語「evangelical」は元々ドイツ語の「evangelisch」を意味していたため、重訳・逆輸入によって語義の変化が起こっている。ドイツ・ルター派内のムーブメントである敬虔主義などに端を発するこの大きな流れは、「evangelikal」という語で頻繁に表現されている。そこでの信仰理解においては、個人の敬虔さが大きな役割を果たしている。ドイツにおいて福音派（evangelikal）は、自由教会だけでなく、ドイツ福音主義教会（EKD）に属する州教会にも影響を与えている。

## 福音主義教会の教説
福音主義教会における共通点は、宗教改革時に打ち出された「4つのソラ」（「Sola」は「～のみ」を意味するラテン語）に要約される。
- 信仰のみ – ソラ・フィデ（Sola fide）は、良き業ではなく、信仰によってのみ義とされるという意味である。マルティン・ルターは使徒パウロの「ローマの信徒への手紙」3章28節を「なぜならば私たち人間は律法の業なしで、信仰によってのみ義とされる[11]」とドイツ語に訳した（ルター聖書）。
- 恵みのみ（ドイツ語版） – ソラ・グラツィア（Sola gratia）は、良き行いではなく、神の恵み（恩寵）によってのみ人間は救われるという意味である。
- キリストのみ（ドイツ語版） – ソルス・クリストゥス（Solus Christus）は、信仰者にとって権威を持つものは、教会（ローマ・カトリック教会）やローマ教皇ではなく、キリストのみであるという意味である。
- 聖書のみ – ソラ・スクリプトゥラ（Sola scriptura）は、キリスト教信仰の基盤は、教会の伝統にではなく、聖書にだけにあるという意味である。

## ドイツ語圏の福音主義教会（狭義）の一覧

### ドイツ
- ドイツ福音主義教会
  - ドイツ合同福音ルター派教会
    - バイエルン福音ルター派教会

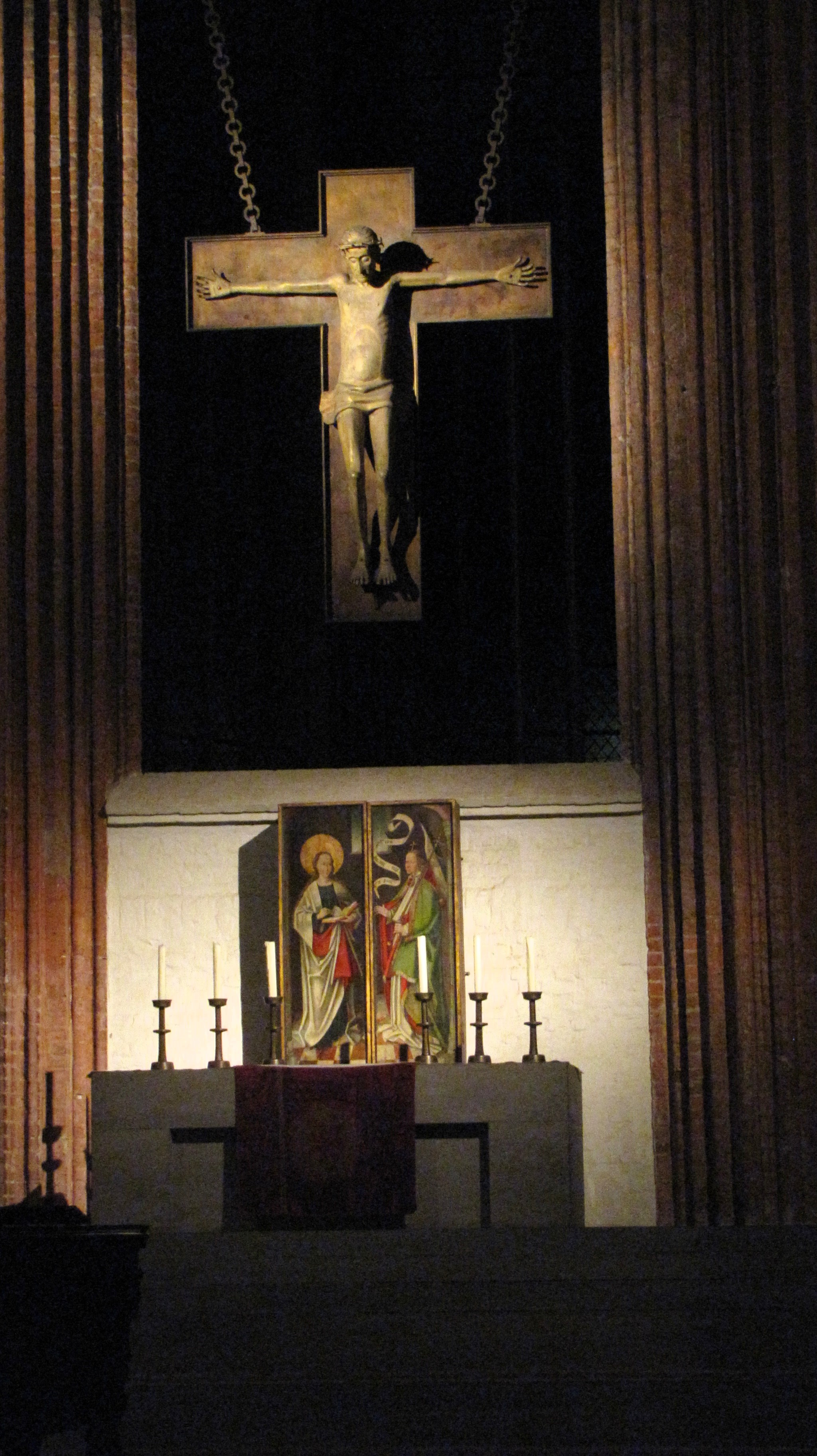
リューベック・マリエン教会観音開き祭壇

    - ブラウンシュヴァイク福音ルター派州教会
    - ハノーファー福音ルター派州教会
    - 中部ドイツ福音主義教会
    - 北ドイツ福音ルター派教会
    - ザクセン福音ルター派州教会
    - シャウムブルク＝リッペ福音ルター派州教会

  - 福音主義合同教会
    - アンハルト福音主義州教会（ドイツ語版）
    - ベルリン＝ブランデンブルク＝シュレージシェ・オーバーラウジッツ福音主義教会
    - バーデン福音主義州教会
    - ブレーメン福音主義教会
    - ヘッセン＝ナッサウ福音主義教会
    - クーアヘッセン＝ヴァルデック福音主義教会
    - プファルツ福音主義教会（ドイツ語版）
    - 福音主義改革派教会（ドイツ語版）
    - リッペ州教会
    - ヴェストファーレン福音主義教会
    - ラインラント福音主義教会

  - ヴュルテンベルク福音主義州教会
  - オルデンブルク福音ルター派教会

### オーストリア
- オーストリア福音主義教会アウクスブルク信仰告白派 - オーストリアにおけるルター派教会
- オーストリア福音主義教会ヘルヴェティア信仰告白派（ドイツ語版） - オーストリアにおける改革派教会

### スイス
- スイス福音主義改革派教会（ドイツ語版）

## 福音主義教会礼拝式文

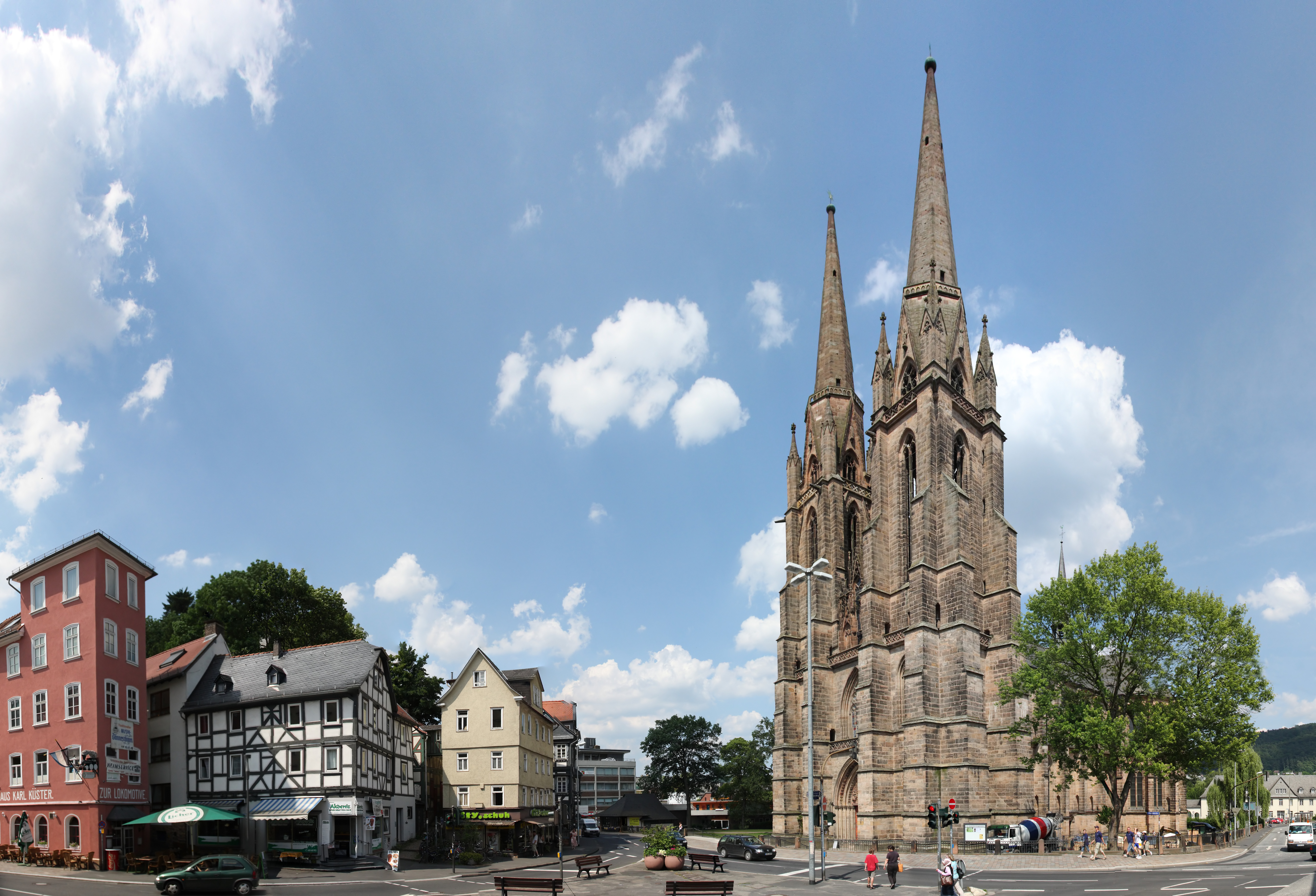
マールブルクエリザベート教会

ドイツ福音主義教会EKDに加盟している福音主義 合同教会であるクーアヘッセン＝ヴァルデック福音主義教会の礼拝式文である。 ドイツ合同福音ルター派教会礼拝式文と福音主義合同教会礼拝式文 を参照した上で、1996年に改訂された礼拝式文である。合同教会の礼拝式文であるが、ルター派の影響を強く受けており、式次第の大半はルター派礼拝式文に従っている。祈り等において、改革派教会の影響を受けた祈祷文も採用されている。

### 聖餐式の含まない礼拝式文
【礼拝開始と祈り】
- 鐘楼で鐘を鳴らす
- オルガン前奏曲
- 聖霊祈願　
司式者、会衆/通常はマルティン・ルター作詞讃美歌「Komm,Heliger Geist,(来たれ聖霊、わが主) EG156、
讃美歌21・341番に相当」を歌唱。
- 礼拝開始の挨拶
司式者、会衆/神の平和が汝ら全員にあるように。
会衆/アーメン。
あるいは：
司式者、会衆/主が汝らと共にあるように。
会衆/汝の霊と共にあるように。
あるいは：
司式者、会衆/父と子と聖霊のみ名によって。
会衆/アーメン。
司式者、会衆/われらの救いは主のもとにあり。
会衆/主は天と地を創造された。
- 礼拝準備祈祷
司式者/われらは神のそばに近づくことを求めん、われらの感謝、嘆き、怒り、希望を持って、ここに来たらん。
神よ、われらから重荷を取り除き給え。我らがイエスの名によって神の言葉を聞き、祈るならば、新たなる信頼を与え給え。
- 罪の告白：
司式者/聖なる神の前において、我らは思い、言葉、行いにおいて罪を犯したことを告白する。
神の慈悲に頼り、イエスの名において赦しを願う。
会衆/全能の神よ、我らを憐れみたまえ。神は我らの罪を赦し、永遠の生命に入らせたまえ。
司式者/神よ、我らの罪を取り除き、自由の心で汝に仕え、我らの主イエス・キリストによって、神を讃えん。
会衆/アーメン。
- 礼拝開始の讃美歌：司式者・会衆/共に歌唱
- 詩編朗読：　 
司式者牧師・女性牧師/詩編日課朗読
- グロリア・パトリ(栄唱) 
司式者・会衆/父と子と聖霊に栄光あれ、はじめも今も後も、とこしえに。アーメン(歌唱)　
通常はEG 177の曲で歌う。日本では讃美歌21の25番に収録。
- 歎願(キリエに相当)
司式者/ 神により頼みましょう 
会衆/主よ、憐れみたまえ
キリストよ、憐れみたまえ
主よ、憐れみたまえ
- 賛美(グロリアに相当)
司式者/神を賛美しましょう 
会衆/天には栄光、神にあれ、
地には平和、御心に適う人にあれ。
- 主日の祈祷
司式者/我らのために、祈らん。
司式者/主日の祈祷
会衆/アーメン。

【宣教と信仰告白】
- 聖書朗読
- 旧約聖書日課　　
司式者/会衆/旧約聖書日課朗読
- 使徒書聖書日課　　
司式者/会衆/使徒書聖書日課朗読
- ハレルヤ唱(受難節にはアーメンのみ)
会衆/ハレルヤ、ハレルヤ、ハレルヤ（歌唱）
あるいは：会衆/アーメン。
あるいは：沈黙祈祷
あるいは：音楽演奏
- 信仰告白　通常、使徒信条を用いる。
司式者/我らの信仰告白でもって、神を賛美せん。
会衆/われは天地の創造主、全能の父、神を信ず。
神のひとり子、我らの主イエス・キリストを信ず。聖霊により宿り、おとめマリアより生まれ、
ポンテオ・ピラトの下で苦しみを受け、十字架につけられ、死後葬られ、死の国に下られ、三日目に死者からよみがえり、
天に昇られ、全能の父である神の右に座したもう。そこから来られて生ける者と死にたる者を裁きたもう。
我は聖霊を信ず。聖なるキリスト教会、聖徒の結びつき、罪の赦し、死者のよみがえり、永遠のいのちを信ず。
アーメン。
- 主日説教前讃美歌

【説教】
- 説教檀からの挨拶
牧師/神の平和が汝らすべてにあるように。
会衆/アーメン。
あるいは：
牧師/主が汝らと共にあるように。
会衆/御霊と共におられるように。
あるいは：
牧師/平和なる神が汝らすべてと共におられるように(ローマの信徒への手紙第15章33節)。
- 牧師による説教箇所の聖書朗読
- 説教前祈祷
- 説教
- 説教壇からの祝福
牧師/人知を越えた神の平安は、キリスト・イエスにあって、汝らの心と想いを
守りくださる(フィリピの信徒への手紙第４章7節)。
会衆/アーメン。
- 沈黙祈祷
あるいは：オルガン演奏
- 説教後の賛美歌

【 祈祷と祝福 】
- 席上献金
- 献金感謝祈祷　(通常は1、2のどちらかでおこなう)
1、司式者/天にいます父なる汝が我らに与えた賜物に、我らは感謝せん。この賜物を祝福し、我らを助け給え。
愛という力において、我らの主であるイエス・キリストにより、我らは兄弟、姉妹に仕えん。
２、司式者/この世の創造主である神を讃えん。我らが得たものすべては汝の賜物なり。
我らの感謝のしるしとして、これを受け入れ、愛の奉仕として祝福し給え。主において、栄光は永遠なり。
- 洗礼、結婚、葬儀日程の告知
- 代願祈祷(とりなしの祈り) 
司式者/我らのために祈らん
司式者/代願祈祷(とりなしの祈り) 
会衆/アーメン。
- 主の祈り (聖餐式がなかった場合)
- 賛美歌
- 説教壇からの告示(消息報告、教会行事報告、案内)
- 派遣の言葉
司式者/主の平安のうちに行きましょう！
会衆/神に感謝、永遠に！
- 祝祷
司式者/主があなたを祝福し、あなたを守られるように。
主が御顔をあなたに向けて、あなたを照らして、あなたに恵みを与えられるように。
主があなたに御顔を上げられ、平安を賜りますように！
会衆/アーメン
- オルガン後奏

### 聖餐礼拝式文

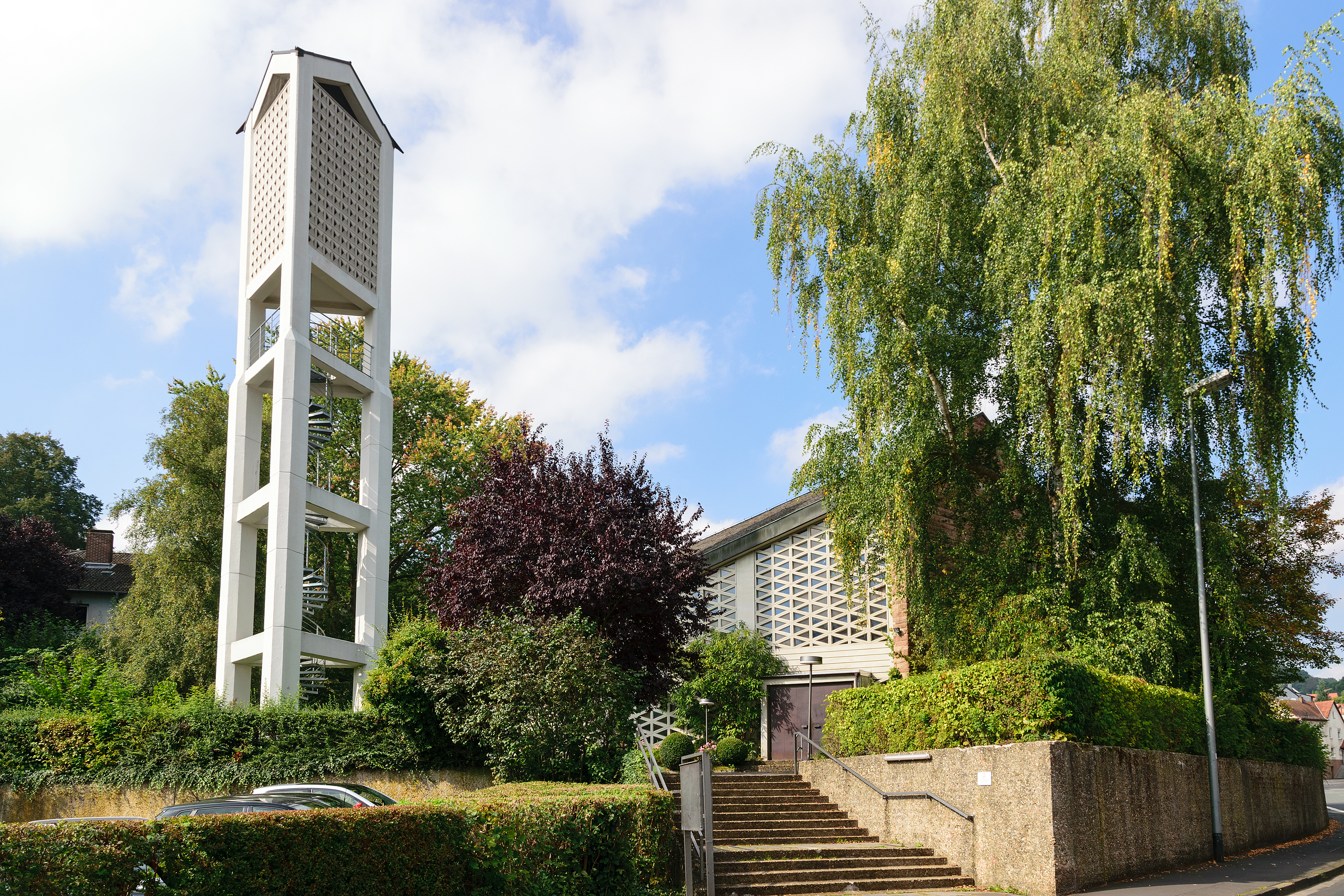
マテウス教会 (マールブルク)

【礼拝開始と祈り】
- 鐘楼で鐘を鳴らす
- オルガン前奏曲
- 聖霊祈願　
司式者、会衆/通常はマルティン・ルター作詞讃美歌「Komm,Heliger Geist,(来たれ聖霊、わが主) EG156、
讃美歌21・341番に相当」を歌唱。
- 礼拝開始の挨拶
司式者、会衆/神の平和が汝ら全員にあるように。
会衆/アーメン。
あるいは：
司式者、会衆/主が汝らと共にあるように。
会衆/汝の霊と共にあるように。
あるいは：
司式者、会衆/父と子と聖霊のみ名によって。
会衆/アーメン。
司式者、会衆/われらの救いは主のもとにあり。
会衆/主は天と地を創造された。
- 礼拝準備祈祷
司式者/神と他の人々と共に、我々は平和を希求する。
神の憐れみの下で、我らは待ち望む。語られた言葉、受難と死を鑑みて、我らはイエス・キリストを信頼する。
心を落ち着かせて、我らは罪の赦しを願う。
神よ、汝から離れ、他者からも逃げた我らを受け入れ給え。
我らが平和を追い求めることを赦し願う。
- 罪の告白
司式者/聖なる神の前で、思いと言葉と行為において罪を犯したことを、我らは告白する。
それゆえ、神の憐れみにより頼み、イエスの御名において罪の赦しを願う。
会衆/全能なる神は我らを憐れみ、我らの罪を赦し、永遠のいのちに導き給う。
司式者/神よ、我らの罪を赦し、自由な心で汝に仕え、我らの主イエス・キリストによって汝を讃えることを受け入れ給え。
あるいは：
全能の憐れみ深き神は我らの罪を赦し給う。
会衆/アーメン。
- 礼拝開始の讃美歌：司式者・会衆/共に歌唱
- 詩編朗読：　 
司式者/詩編日課朗読
- グロリア・パトリ(栄唱) 
司式者・会衆/父と子と聖霊に栄光あれ、はじめも今も後も、とこしえに。アーメン(歌唱)　
通常はEG 177の曲で歌う。日本では讃美歌21の25番に収録。
- 歎願(キリエに相当)
司式者/ 神を信ず。
会衆/主よ、憐れみたまえ
キリストよ、憐れみたまえ
主よ、憐れみたまえ。
- 賛美(グロリアに相当)
司式者/神を讃えます。 
会衆/天には栄光、神にあれ、
地には平和、御心に適う人にあれ。
- 主日の祈祷
司式者/我らのために、祈ります。
司式者/主日の祈祷/62の主日祈祷文が制定されている。
会衆/アーメン。

【宣教と信仰告白】
- 聖書朗読
- 旧約聖書日課　　
司式者/会衆/旧約聖書日課朗読
- 使徒書聖書日課　　
司式者/会衆/使徒書聖書日課朗読
- 聖書日課後のことば
１．司式者/主の言葉は真実であり、主は約束を守り給う。
２．司式者/聞く耳を持つ者は聞きなさい(マルコによる福音書第4章9節)。
３．司式者/神の言葉を聞き、守る者たちは幸いなり(ルカによる福音書第11章28節)。
- ハレルヤ唱(受難節にはアーメンのみ)
会衆/ハレルヤ、ハレルヤ、ハレルヤ（歌唱）
あるいは：会衆/アーメン。
あるいは：沈黙祈祷
あるいは：音楽演奏
- 信仰告白　祝祭日において、ニケア信条を用いる。
司式者/我らの信仰告白でもって、神を賛美します。
会衆/我らは唯一の神、全能の父、天と地、
あらゆる目に見えるもの、見えざるものの創造主を信ず。
唯一の主イエス・キリストを我らは信ず。あらゆる時代に先立って父より生まれし神のひとり子、
神よりの神、光より光、真の神の真の神、造られずに生まれ、神と同じ存在であり、あらゆるものは主により造られ給う。
我ら人類のために、我らの救いのために、天から下り、聖霊によりおとめマリアより肉体を得て人となり給う。
我らのためにポンテオ・ピラトの下で十字架につけられ、
苦しみを受け、埋葬され、聖書にあるように三日目によみがえり、天に昇られ給う。
父の右に座し、生きる人と死にたる人を決めるために、栄光につつまれて再び来たり給わん。その支配は永遠なり。
我らは主にもとで、いのちを与える聖霊を信ず。
聖霊は父と子から生まれ、父と子と共に拝され、賛美され、預言者により語られ給う。
我らは唯一の聖なる使徒たちのキリスト教会を信ず。
罪の赦しになる洗礼を我らは認め、死者のよみがえりと来るべき世のいのちを待ち望む。
- 主日説教前の讃美歌

【説教】
- 説教檀からの挨拶
牧師/神の平和が汝らすべてにあるように。
会衆/アーメン。
あるいは：
牧師/主が汝らと共にあるように。
会衆/御霊と共におられるように。
あるいは：
牧師/平和なる神が汝らすべてと共におられるように(ローマの信徒への手紙第15章33節)。
- 牧師による説教箇所の聖書朗読
- 説教前祈祷
１．司式者/主よ、我らに正しく聴き、語る力を与え給え。
２．司式者/主よ、汝の言葉を理解し、従えるように助け給え。
- 説教
- 説教壇からの祝福
牧師/人知を越えた神の平安は、キリスト・イエスにあって、汝らの心と想いを
守りくださる(フィリピの信徒への手紙第４章7節)。
会衆/アーメン。
- 沈黙祈祷
あるいは：オルガン演奏
- 説教後の賛美歌

【祈祷】
- 席上献金
- 献金感謝のいのり
3．司式者/神よ。汝はあらゆる善き賜物を与えます。
神を前にして、日々共に生きていくため、善き賜物のしるしとしてのパンと葡萄酒を置かれます。
キリストよ。パンと葡萄酒で汝の現存を祝います。
汝によって、我らは互いに結びつけられています。
われらが生き、得たものすべてにより、聖霊を呼び起こします。
神への賛美である捧げものを聖なるものに。
4．司式者/主よ、汝がたたえられますように。
汝はあらゆる善き賜物を与えます。
我らは受け取った賜物を持ちより、汝に立ち戻ります。
乏しきものでありますが、お役立ててください。
これは我ら人間を配慮する愛のしるしでもあります。
我らの神である主よ。汝がたたえられますように。
この地上における収穫による労働の成果であるパンを、
汝は我らに与えます。
受け取った賜物によって、我らは汝の下に立ち戻ります。
このパンが我らにとって生命のパンになるように祈ります。
主なる我らの神よ。汝がほめたたえられますように。
ブドウの木から人間の労働によって採取した葡萄酒を、汝は我らに与えます。
受け取った賜物によって、我らは汝の下に立ち戻ります。
この葡萄酒が我らにとって救済の飲み物になるように祈ります。
永遠に、神が賛美されますように。
- 洗礼、結婚、葬儀日程の告知
- 代願祈祷(とりなしの祈り) 
司式者/我らのために祈ります
司式者/代願祈祷(とりなしの祈り) 
沈黙の祈り。
- 罪の告白：礼拝開始時の準備祈祷後に罪の告白がおこなわれなかった場合、
ここでおこなわれる。
- 聖餐の讃美歌

【聖餐】

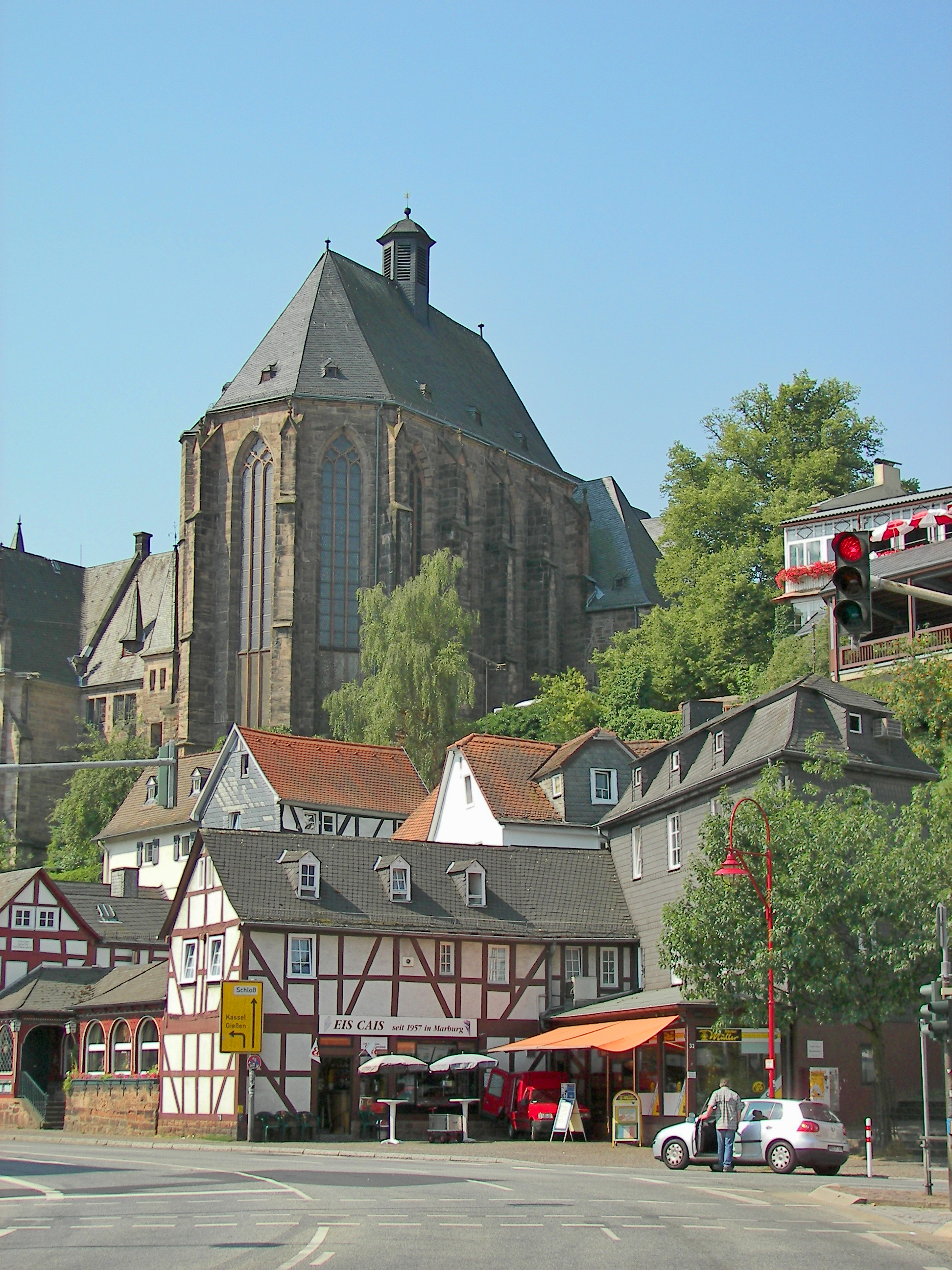
大学教会(マールブルク)

- 感謝の祈り( sursum colluda ) / 
司式者/主の平安が汝らと共にあらんことを
会衆/御霊も共おられるように(歌唱)
司式者/汝ら、心を高く挙げん
会衆/主に向かい心を高く挙げん(歌唱)
司式者/主なる神に感謝を捧げよ
会衆/感謝はふさわしく、正しいもの(歌唱) 
司式者/主は、全能の父であり、永遠の神であり、
我らの主イエス・キリストによって語られることはあらゆる時代、全地において、
真理であり、感謝すべき正しきものである。
イエス・キリストは罪の赦しを約束し給う。
汝の恩恵によって、我らは正しき存在になり、新しい生命と導かれ給う。
それゆえ、御使いたちは汝の栄光を賛美し給う。
力ある御業を祈り、その勢いを恐れ敬う。
天の御使いたちは皆喜びの声で、汝を誉めたたえる。
我ら声を共にして、主をほめたたえて歌い給う。
- サンクトゥス(歌唱)
会衆/聖なる、聖なる、聖なる万軍の主。
主の栄光は天と地に満つ。天にはホーサーナ。
主の御名によって来られる方を讃えよ。天にはホーサーナ。
- 聖餐制定
 司式者/私たちの主イエス・キリストは苦しみを受ける前夜、パンを取り、感謝し、これを裂き、弟子たちに与えて言われました。
「取って食べなさい、これはあなた方のための私のからだである。私の記念のためこれをおこないなさい」
 食事の後、杯を同じ様にして弟子たちに言われました。
「取って、飲みなさい。これは罪の赦しのため、あなたがたのために流す私の血における新しい契約である。
私の記念のためこれをおこないなさい」
- 聖餐制定後の応唱
 司式者/信仰の神秘
会衆/主の死を我らが宣べ伝え、主の蘇りを賛美せん、主が栄光に満ちて来られるまで
- 主の祈り 
 会衆/天の父よ。
汝の名が讃えられますように。
汝の国が来ますように。
御心が天と同じくこの地においても成されることを。
我らの日々のパンを今日も与え給え。
我らに罪を犯す者たちを我らが赦すように、
我らの罪も赦し給え。
我らを試みに会わせず、悪から救い給え。
国と、力と栄光も永遠に汝のものなり。アーメン。
- 神の子羊(アグヌス・デイ)  
会衆(歌唱)/世の罪を取り除く神の子羊、キリストよ。我らを憐れみ給え。
世の罪を取り除く神の子羊、キリストよ。我らを憐れみ給え。
世の罪を取り除く神の子羊、キリストよ。平和を与え給え。アーメン
- 平和の祈り
 司式者/主の平和が汝らと共にあるように。
他者に敵対する者が存在しないように。
キリストが汝らを受け入れ罪を赦したように、
他者に心を閉ざすことのないように。
あるいは：
司式者/主の平和が汝らと共にあるように
会衆/主と共に平和があるように
- 平和の挨拶
 司式者/互いに、平和と和解のしるしを示しましょう。
会衆/隣席の者と挨拶や握手をおこなう。
- 配餐
イエス・キリストの体であるパン(Hostie-聖餅、ホスチア)とイエス・キリストの血である葡萄酒が陪餐者に祭壇前で与えられる。
- 配餐のことば
 牧師/汝のために与えられたキリストのからだ。
 牧師/汝のために流されたキリストの血
- 感謝歌唱
司式者/ 主に感謝せよ、主は慈しみ深い。
会衆/主の恵みは永久に絶えることが無い、ハレルヤ
- 洗礼、結婚、葬儀日程の告知
- 聖餐感謝の祈り
司式者/聖餐感謝のことば
- 代願祈祷(とりなしの祈り) 聖餐前におこなわれなかった場合、ここで代願祈祷(とりなしの祈り)がおこなわれる。
司式者/我らのために祈らん
司式者/代願祈祷(とりなしの祈り) 
会衆/アーメン。

【祈祷と祝福】
- 礼拝終了賛美歌
- 説教壇からの告示(消息報告、教会行事報告、案内)
- 派遣の言葉
司式者/主の平安のうちに行きましょう！
会衆/神に感謝、永遠に！
- 祝福
司式者/主があなたを祝福し、あなたを守られるように。
主が御顔をあなたに向けて、あなたを照らして、あなたに恵みを与えられるように。
主があなたに御顔を上げられ、平安を賜りますように！
会衆/アーメン
- オルガン後奏